# Brigitte Degler-Spengler
Brigitte Degler-Spengler (* 5. April 1941 in Röbel/Müritz (Mecklenburg); † 28. November 2015 in Basel) war eine Schweizer Historikerin deutscher Abstammung.

## Leben und Wirken
Brigitte Degler-Spengler besuchte die Volksschule in der Pfalz, wo sich ihre Familie 1945 niedergelassen hatte, und im Saarland, danach das französischsprachige Lycée Maréchal Ney in Saarbrücken und das Neusprachliche Gymnasium der Englischen Fräulein in Landau/Pfalz, wo sie 1961 die Reifeprüfung ablegte. Danach studierte sie Geschichte und Germanistik in Freiburg im Breisgau, in Mainz und an der Universität Basel. Auf Anregung von Albert Bruckner verfasste sie ihre Dissertation über das Klarissenkloster Gnadental in Basel von der Gründung bis zur Aufhebung infolge der Reformation. 
Nach der Promotion im Jahr 1967 wurde sie wissenschaftliche Assistentin Albert Bruckners bei der Helvetia Sacra, für die sie bereits seit 1965 als freie Mitarbeiterin tätig gewesen war. Von 1976 bis zu ihrer Pensionierung im Jahr 2003 war sie als Nachfolgerin von Albert Bruckner leitende Redaktorin der Helvetia Sacra. Unter ihrer Leitung erschienen 22 Bände der Helvetia Sacra, auch an den übrigen fünf Bänden war sie beteiligt. Des Weiteren verfasste sie Beiträge für die Neue Deutsche Biographie und für das Historische Lexikon der Schweiz die Artikel zu den Ordensfrauen und über Anna Payer, Äbtissin des Klarissenklosters Gnadental in Basel.
1996 wurde Brigitte Degler-Spengler von der Philosophischen Fakultät der Universität Freiburg i. Ue. für ihre Verdienste als Leiterin der Helvetia Sacra mit der Ehrendoktorwürde ausgezeichnet. 2009 nahm sie die Benediktinerakademie von Bayern aufgrund ihrer Verdienste um die Geschichte des Benediktinerordens in ihren Kreis auf.

## Publikationen (Auswahl)
- Die Beginen in Basel. Basel, 1970. (Sonderabdruck aus Bd. 69 und 70 der Basler Zeitschrift für Geschichte und Altertumskunde 1969/1970.)[2]
- Das Klarissenkloster Gnadental in Basel 1289 bis 1529. Reinhardt, Basel 1969. (= Quellen und Forschungen zur Basler Geschichte, 3.)[3]
- Die Klarissenklöster in der Schweiz. In: Helvetia Franciscana, Bd. 23 (1994), S. 44–61.